# Aschtarak
Aschtarak (armenisch Աշտարակ), andere Umschriften Ashtarak, Aštarak, ist die Hauptstadt der nordarmenischen Provinz Aragazotn. Die verkehrsgünstig nördlich von Jerewan gelegene Stadt ist als Ausflugsziel für Besucher aus der Landeshauptstadt bekannt. Vier mittelalterliche Kirchen, von denen die Karmrawor-Kirche (Muttergotteskapelle, Surb Astvatsatsin), eine kleine Kreuzkuppelkirche aus dem 7. Jahrhundert, und die 1281 datierte Marianenkirche (Surb Mariane), vollständig erhalten sind, und weitere Denkmäler bezeugen eine ununterbrochene Besiedlung seit frühchristlicher Zeit. Aschtarak ist ein Zentrum der Nahrungsmittel verarbeitenden Industrie.

## Lage
Aschtarak liegt auf einer Höhe von 1139 Metern in einer Ebene zu beiden Seiten des Kassagh, der in einer tiefen Schlucht die Stadt von Nordosten nach Südwesten durchschneidet und den größeren Teil mit dem Altstadtzentrum im Norden von einem Neubauviertel im Süden abgrenzt. Der Kassagh fließt vom Aparan-Stausee nach Süden in den Mezamor, der wenig später in den Aras mündet. Die bewässerten Getreide- und Gemüsefelder der Umgebung werden überwiegend über Kanäle aus dem Kassagh versorgt. Die Grundwassertiefe von 35–65 Metern wird mit Tiefbohrbrunnen für die Trinkwasserversorgung und die  Feldbewässerung angezapft. Der Gesteinsuntergrund aus quartärer Lava tritt in der Kassagh-Schlucht in Form von Basalt, Andesit, Dazit und Tuff zutage. Die Felder und Wiesen um Aschtarak gehören zu den südöstlichen Ausläufern des Aragaz, dessen vulkanisches Massiv sich bis 4090 Meter erhebt. Im Norden wird die Ebene vom 2575 Meter hohen, ebenfalls vulkanischen Berg Ara (Ara lehr) begrenzt, im Osten geht sie ins Hochland von Jeghward über.
Von Jerewan ist das 19 Kilometer entfernte Aschtarak über die Schnellstraße M1 zu erreichen, die am nächsten Dorf im Westen, Agarak (sieben Kilometer) vorbei nach Talin (46 Kilometer) bis Gjumri (92 Kilometer) im Nordwesten des Landes führt. Eine alternative Verbindung in den Norden ist die M3, die in Aschtarak von der M1 abzweigt und an der Ostseite des Aragaz vorbei Spitak (57 Kilometer) erreicht. Parallel zur M3 und nahe an der Kassagh-Schlucht verbindet eine Nebenstraße das Stadtzentrum von Aschtarak mit dem zwei Kilometer nördlich gelegenen Vorort Mughni und den folgenden Dörfern Karbi und – fünf Kilometer von Mughni entfernt – dem Dorf Ohanavan mit dem Kloster Howhannawank, bis sie nach weiteren fünf Kilometern beim Kloster Saghmosawank endet. Etschmiadsin (17 Kilometer) ist auf direktem Weg über die Fortsetzung der M3 nach Süden oder in südwestlicher Richtung über Oschakan (vier Kilometer) zu erreichen. Auf einer Nebenstraße über Jeghward (22 Kilometer) nach Osten lässt sich auf dem Weg zum Sewansee Jerewan weiträumig umfahren.

## Geschichte

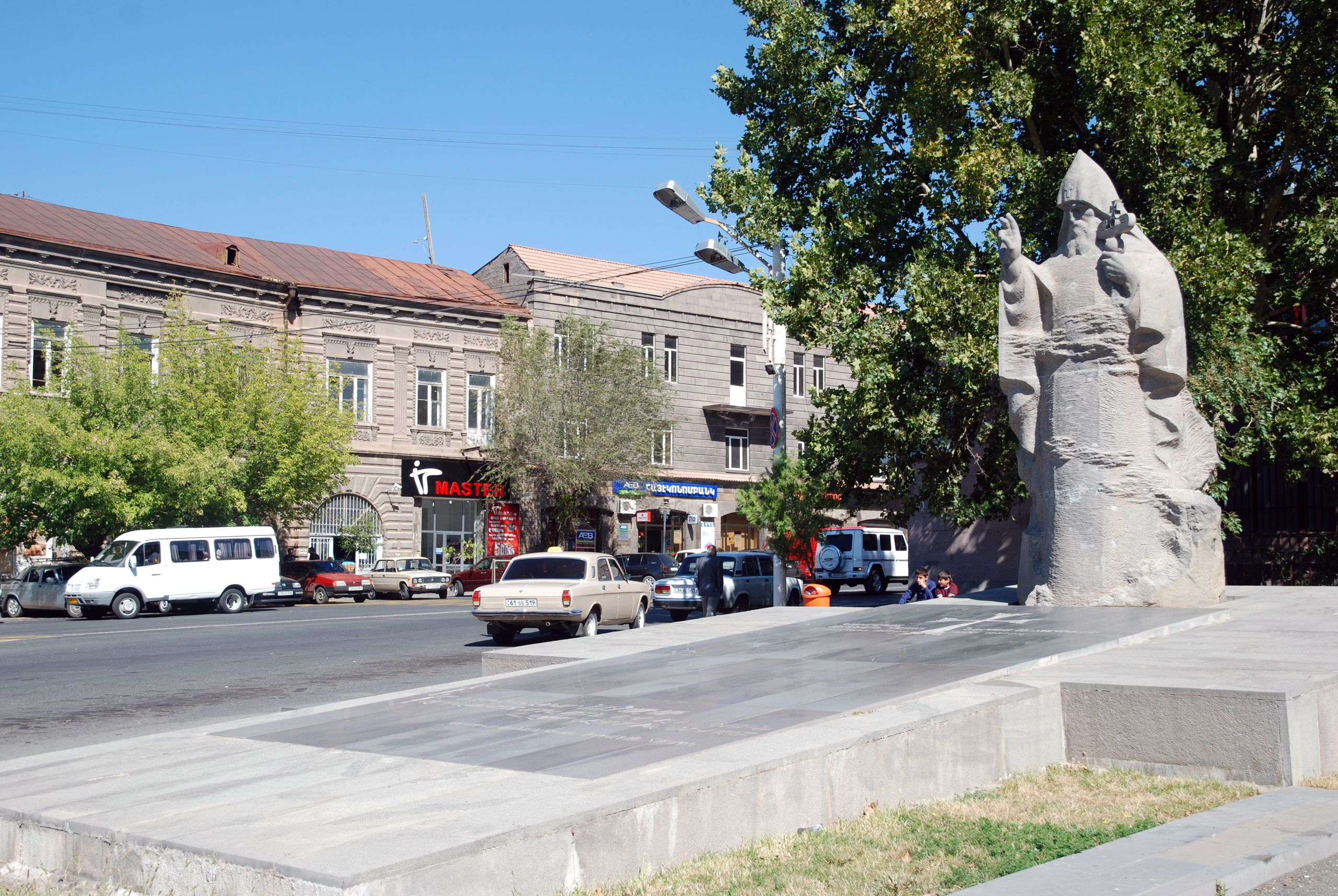
Statue des Katholikos Nerses II. von Aschtarak (amtierte 548–557) im Geschäftszentrum

In Aschtarak und Umgebung wurden Reste von befestigten Siedlungen mit Mauern aus großen Steinblöcken aus der Bronzezeit gefunden. Ein bedeutendes frühbronzezeitliches Kultzentrum (ab 3400 v. Chr.) befand sich in der Ebene bei Agarak, eine Festung aus der frühen Eisenzeit stand nordwestlich von Aschtarak auf einem 2200 Meter hohen Hügel beim Dorf Avan oberhalb von Kosch. In die Späte Bronzezeit (ab dem 15. Jahrhundert v. Chr.) datiert eine Siedlung am Ortsrand von Oschakan, an deren Stelle in der ersten Hälfte des 1. Jahrtausends v. Chr. eine urartäische Festung erbaut wurde. Der Name Aschtarak heißt „Turm“ oder „Festung“ und verweist darauf, dass der Ort strategisch günstig gelegen war, um das Tal und den Zugang zu den Höhen des Aragaz mit den dortigen Siedlungen, besonders der Festung Amberd, zu kontrollieren.
In frühchristlicher Zeit war Aschtarak dem Bischofssitz von Oschakan untergeordnet und diente als dessen vorgelagerter Verteidigungsposten. Armenien befand sich vom 7. bis zum 9. Jahrhundert unter der Vorherrschaft der Araber, die 640 die  Hauptstadt Dvin erobert hatten. In den 880er Jahren übernahmen die Bagratiden die Führungsrolle unter den rivalisierenden armenischen Adelsfamilien und eroberten die Hauptstadt zurück. Unter den Bagratiden entwickelte sich Aschtarak zu einem größeren Warenumschlagplatz an der Handelsroute, die von Persien über Dvin Richtung Norden nach Georgien führte. Die Stadt behauptete ihre wirtschaftliche Position unter der nachfolgenden Herrschaft der Seldschuken im 11. Jahrhundert, Mongolen im 13. Jahrhundert und bis ins 20. Jahrhundert, während Oschakan auf seine religiöse Bedeutung als Pilgerort beschränkt blieb. Unter der sowjetischen Verwaltung wurde eine Lebensmittelindustrie aufgebaut. In der Stadt ansässige Forschungseinrichtungen standen mit dem Observatorium in Bjurakan und einer weiteren Sternwarte in Orgov in Verbindung.
Mit der Unabhängigkeit 1991 kam es wie an anderen Industriestandorten zu einem wirtschaftlichen Niedergang, der durch die Nähe zur Großstadt Jerewan etwas abgefedert wurde. Seit 1995 ist Aschtarak das Verwaltungszentrum der Provinz Aragazotn. Der wirtschaftliche Schwerpunkt ist seither die Nahrungsmittel- und Getränkeherstellung, darunter die Verarbeitung von Milchprodukten.

## Stadtbild

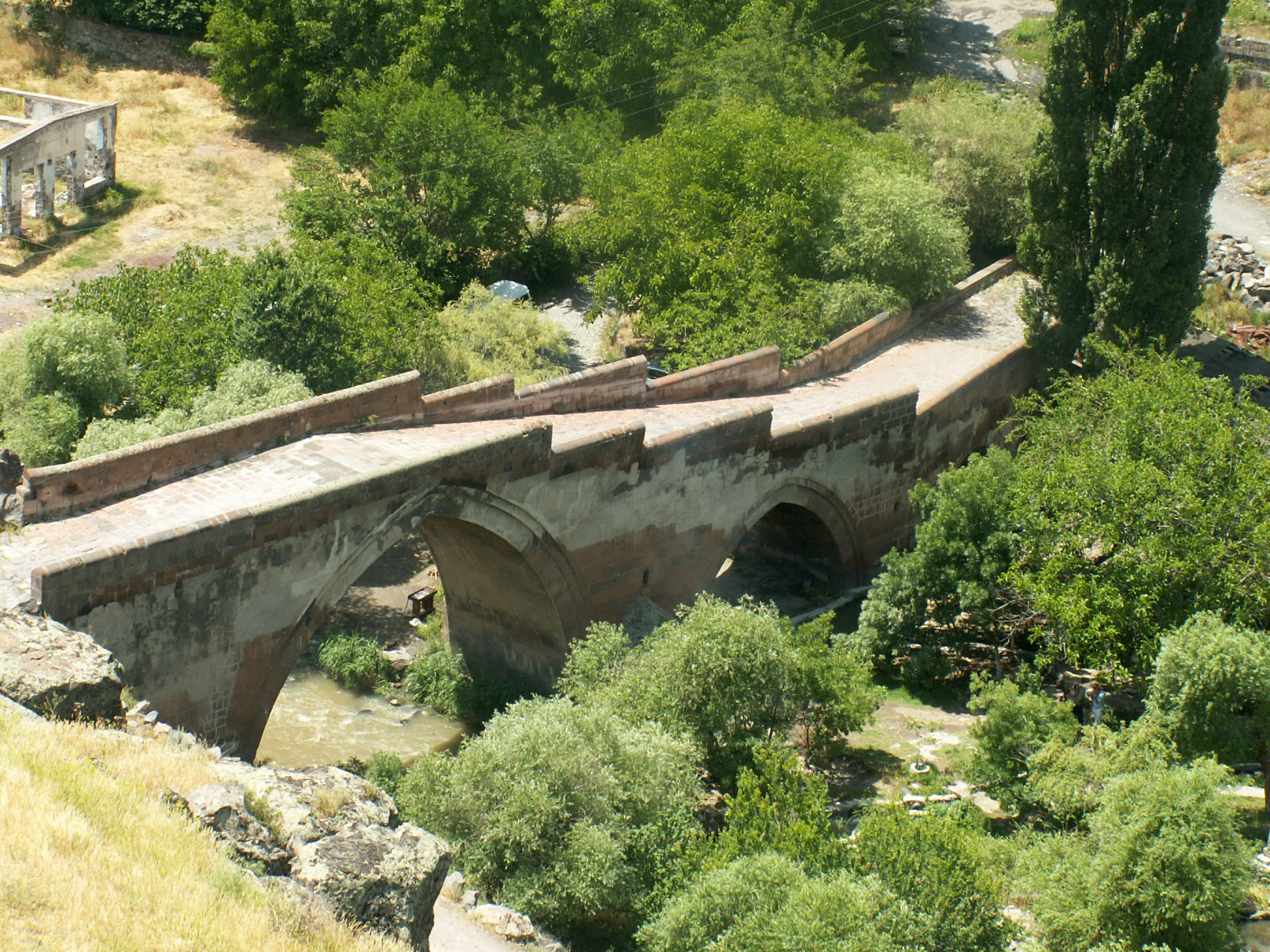
Dreibogige Brücke über den Kassagh von 1664

Bei der Volkszählung des Jahres 2001 wurde die offizielle Einwohnerzahl von Aschtarak mit 21.475 angegeben. In der amtlichen Statistik für Januar 2012 werden 21.764 Einwohner genannt.
Die Altstadt mit verwinkelten Gassen, allen Denkmälern und den meisten Versorgungseinrichtungen liegt am westlichen, rechten Ufer des Kassagh. Das planmäßig in einem rechteckigen Straßengitter angelegte Wohnviertel im Süden der Schlucht besteht überwiegend aus Reihen von Einfamilienhäusern entlang den Straßen mit großen Hausgärten dahinter. Die Industriebetriebe haben sich am Stadtrand am Übergang zu den kleinparzelligen Feldern der Umgebung angesiedelt. Die in diesem Abschnitt zur Autobahn ausgebaute M1 überquert die Schlucht im Osten der Stadt und trennt das Zentrum vom nördlichen Vorort Mughni, der bei der Volkszählung 2001 noch als eigenständiges Dorf ausgewertet wurde und seither als Stadtteil Aschtaraks gilt. Außer der Autobahnbrücke überqueren westlich davon eine mittelalterliche Steinbrücke, im Bereich der Stadtmitte eine Fußgängerbrücke und im Süden eine weitere große Brücke für die M3 die Schlucht des Kassagh. Letztgenannte Brücke stellt die direkte Verbindung von der Ostausfahrt der M1 durch das südliche Wohnviertel zur Narekatsu-Straße im Zentrum und weiter nach Westen zur M1 Richtung Gjumri dar.
Die älteste und im Mittelalter einzige Brücke der Stadt aus dem Jahr 1664 besteht aus drei unterschiedlich hohen Spitzbögen und liegt an einer scharfen Flussbiegung, wo sie vor hohen Fluten geschützt war. Durch die an dieser Stelle besonders steilen Klippen der Schlucht konnte sie gut verteidigt werden. Die Reste einer urartäischen Festung aus dem 7. Jahrhundert v. Chr. oberhalb erinnern an Vorgängerbauten, die einst an dieser strategisch wichtigen Stelle den Fluss überquerten. Die einzige Kirche südlich des Kassagh ist die kleine Sankt-Sergius-Kirche (Surb Sargis) am Rand der Schlucht oberhalb der Brücke. Auf dem Fundament einer zerstörten älteren Kirche wurde sie 1986 als Nachahmung einer Kreuzkuppelkirche des 13. Jahrhunderts neu erbaut. Unterhalb der urartäischen Festung ist ein Abschnitt eines im 1. Jahrtausend v. Chr. angelegten Kanalbewässerungssystems erhalten, das einen Vorläufer des in der sowjetischen Zeit ausgebauten und seit der Jahrtausendwende erweiterten Arzni-Schamiram-Kanals darstellt, der Wasser aus dem Sewansee über den Hrasdan und zusätzlich aus dem Kassagh ableitet und in den Ebenen der Provinz Aragazotn verteilt. Der Weg in die Schlucht nördlich der mittelalterlichen Brücke führt an einem leer stehenden Badehaus aus dem 18./19. Jahrhundert vorbei, das mit warmem Mineralwasser gespeist wurde.
Hauptgeschäftsstraße ist die Nerses-Ashtaraketsi-Straße, die von der südlichen Brücke parallel zum Kassagh nach Norden Richtung Mughni führt. In der Proschian-Straße befindet sich das Hausmuseum von Pertsch Proschian (1837–1907), einem Schriftsteller und Lehrer, der in Mughni aufwuchs und für seine Verdienste um die Modernisierung der armenischen Kultur und Gesellschaft geschätzt wird. Im zentral gelegenen Kulturhaus treten gelegentlich lokale Musik- und Volkstanzgruppen auf.
Die mittelalterlichen Kirchen sind im Umkreis von etwa einem halben Kilometer im nördlichen Teil des Zentrums verteilt. Die Existenz dreier Kirchen begründet eine Legende. Demnach lebten einst drei Schwestern in der Stadt, die alle in denselben Prinzen namens Sargis verliebt waren. Die zwei älteren Schwestern beschlossen, sich umzubringen, um den Geliebten der jüngsten zu überlassen. Als sie sich in die Schlucht stürzten, trug eine der älteren Schwestern ein aprikosenfarbenes und die andere ein rotes Kleid. Als die jüngste Schwester davon erfuhr, zog sie ein weißes Kleid an (weiß ist die Farbe des Hochzeitskleides) und stürzte sich hinter ihren Schwestern her in den Tod. Drei Kirchen wurden nach den Kleiderfarben benannt: Tsiranawor, „die Aprikosenfarbene“, Karmrawor, „die Rote“ und Spitakawor, „die Weiße“. Die drei Kirchen stehen in der Nähe der Schlucht, in einiger Entfernung nordwestlich davon befindet sich die Marianenkirche (Surb Mariane).

### Tsiranawor

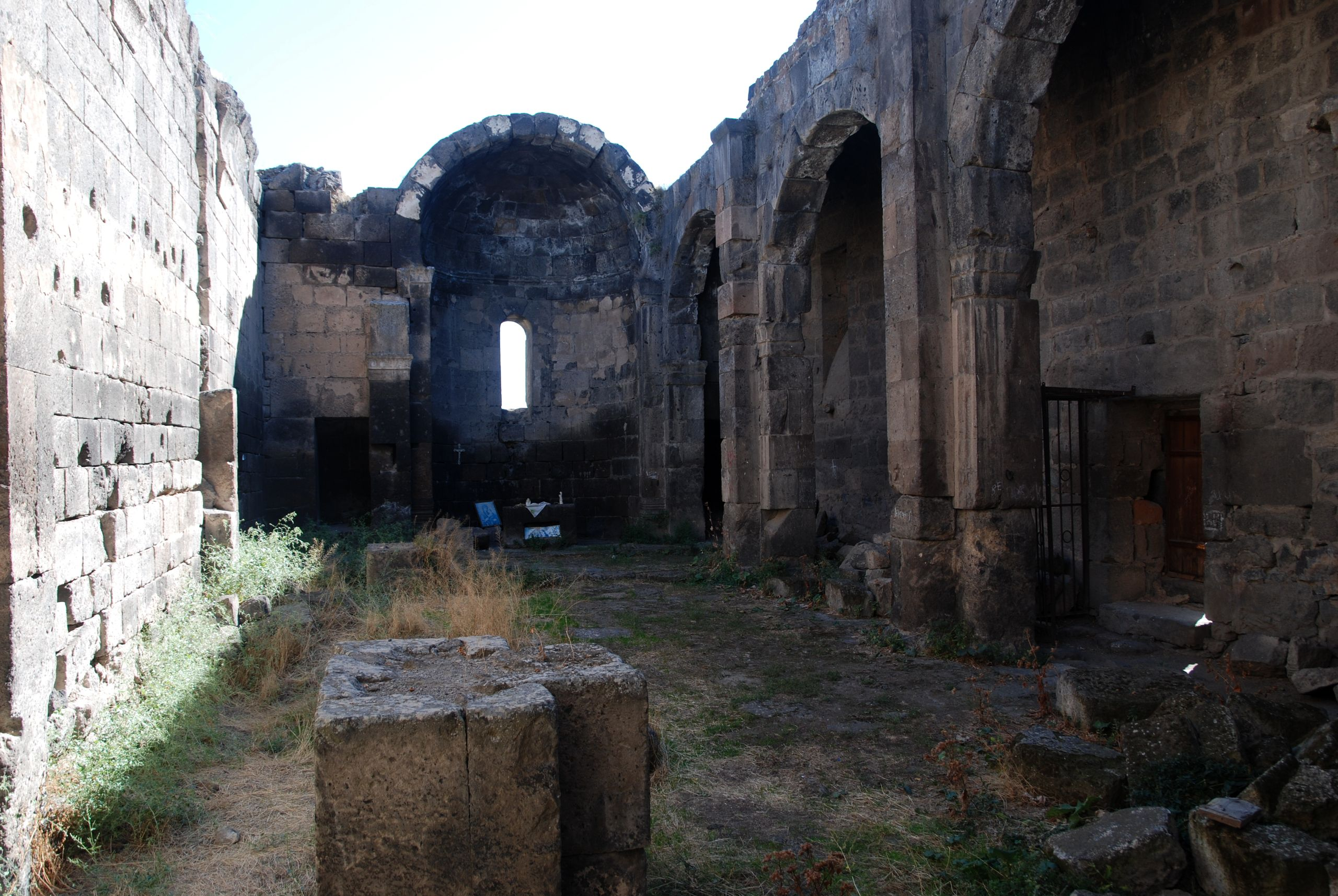
Tsiranawor, Altarapsis und Südwand rechts

Die frühesten, ungefähr datierbaren armenischen Kirchen sind Basilikas des 5. und 6. Jahrhunderts. Die älteste Kirche der Stadt, „die Aprikosenfarbene“, am Rand der Schlucht ist nur noch als Ruine erhalten. Die dreischiffige Basilika ist undatiert. Die unteren Steinreihen der Apsis, ein Teil der Nordwand und einige weitere Reste könnten vom Ende des 5. Jahrhunderts stammen, eine zweite Bauphase gehört in das 6. Jahrhundert, vermutlich in die Amtszeit des Katholikos Nerses II. von Aschtarak (548–557). Nerses leitete 555 ein Konzil in Dvin, bei dem wie schon zuvor die Glaubenslehre des Nestorianismus vehement verurteilt wurde. In Dvin ließ er eine Kirche der Nestorianer zerstören. Tsiranawor könnte zum Andenken an den Geburtsort des Katholikos errichtet worden sein.
Die Außenmaße betragen 25,3 × 11,5 Meter. Ein 3,85 Meter breites Mittelschiff wurde durch zwei Reihen mit jeweils drei T-förmigen Pfeilern von den schmäleren Seitenschiffen mit 1,74 Metern Breite abgegrenzt. Gurtbögen verbanden die Pfeiler in Längsrichtung sowie quer mit den Seitenwänden. Die drei Schiffe wurden von Tonnengewölben überdeckt. Die südliche Pfeilerreihe steht noch aufrecht, während von der nördlichen nur der unterste Stein jedes Pfeilers und das Auflager (Kämpfer) an der Apsisecke erhalten blieben. Die Lage zweier Pilaster an der Nordwand entspricht nicht den Pfeilerstellungen, sie gehören zur ersten Bauphase im 5. Jahrhundert. Nach Vermutungen von Brentjes und Mnazakanjan, ebenso Donabédian und Thierry, dienten sie als Auflager für eine ursprünglich hölzerne Dachkonstruktion, die im 6. Jahrhundert durch den Einbau der Pfeiler und Gewölbe ersetzt wurde. Gemäß einer anderen Rekonstruktion sollen die Pfeiler ursprünglich eine Zentralkuppel mit Trompenübergängen getragen haben, während Plontke den ursprünglichen Bau mit einer Weitarkadenbasilika vom syrischen Typ vergleicht.  Beim Umbau erhielt die Kirche ein Doppelfenster im Giebel der Westmauer, auch der obere Bereich der übrigen Wände und der Apsis wurde verändert. Ein Eingang befindet sich in der Mitte der Südwand, der ursprüngliche, später zugemauerte, in der Westwand.
Neben der hufeisenförmigen Apsis lagen zwei rechteckige Seitenräume, die von den Seitenschiffen zu betreten waren und das Gebäude außen mit einer geraden Wand abschlossen. Ein schmales Fenster erhellte jeden der drei Räume, das mittlere Fenster misst 2,32 × 0,63 Meter. Mit der geraden Ostwand entspricht Tsiranawor den Basiliken von Jereruk (Yererouk) bei Anipemza (Provinz Schirak, an der türkischen Grenze) vom 5./6. Jahrhundert und Tsitsernavank (Rayon Laçın in Aserbaidschan, faktisch Provinz Kaschatach in der Republik Bergkarabach, 5./6. Jahrhundert). Annähernd denselben Grundplan besitzt die Basilika von Jeghward (um 600). Auch ihr Dach war ursprünglich mit Holzbalken konstruiert. Tsitsernavank gehörte zu den Basiliken des „hellenistischen Typs“ mit einem durch einen Obergaden erhöhten separaten Dach über dem Mittelschiff, während Tsiranawor und die Basilika von Aparan (früher Kasagh, Anfang 5. Jahrhundert) dem „östlichen Typ“ entsprachen, dessen nur wenig erhöhtes Mittelschiff von einem einzigen Satteldach überdeckt wird. Neben den fünf genannten sind in Armenien nur von einer weiteren Basilika Reste aus vorarabischer Zeit erhalten. Diese stand im Dorf Aghtsk (Dzorap) zwei Kilometer nordwestlich von Agarak (eventuell Mitte 4. Jahrhundert, Umbau Ende 5. Jahrhundert).
Zur Bauplastik der Außenwände gehören die Reste eines Gesimses mit Zahnschnitt an der Nordfassade, an der Westwand ein Kreuzmedaillon mit gleich langen Armen auf dem Türsturz und am Doppelfenster darüber ein weiteres flaches Kreuzrelief, an dessen oberem Arm Weintrauben und zu beiden Seiten Pfaue erkennbar sind.
Eine 1013 datierte Inschrift von König Gagik I. Bagratuni (reg. 989–1020) an der Nordfassade vermerkt Restaurierungen. Im 17. Jahrhundert baute man das Gebäude festungsartig aus und verstärkte die Nord- und Südseite durch eine äußere Ummauerung. Dabei wurde die Südwand offensichtlich vollständig erneuert. Bis 1815 war die Kirche durch Erdbeben und Vernachlässigung zur Ruine geworden. Josef Strzygowski fand bei seinem Besuch im Herbst 1913 den Innenraum mit dem Bauschutt der eingestürzten Gewölbe aufgefüllt. 1963 wurden die vorhandenen Mauern vom Schutt befreit, dabei kamen einige Chatschkare zum Vorschein.

### Karmrawor

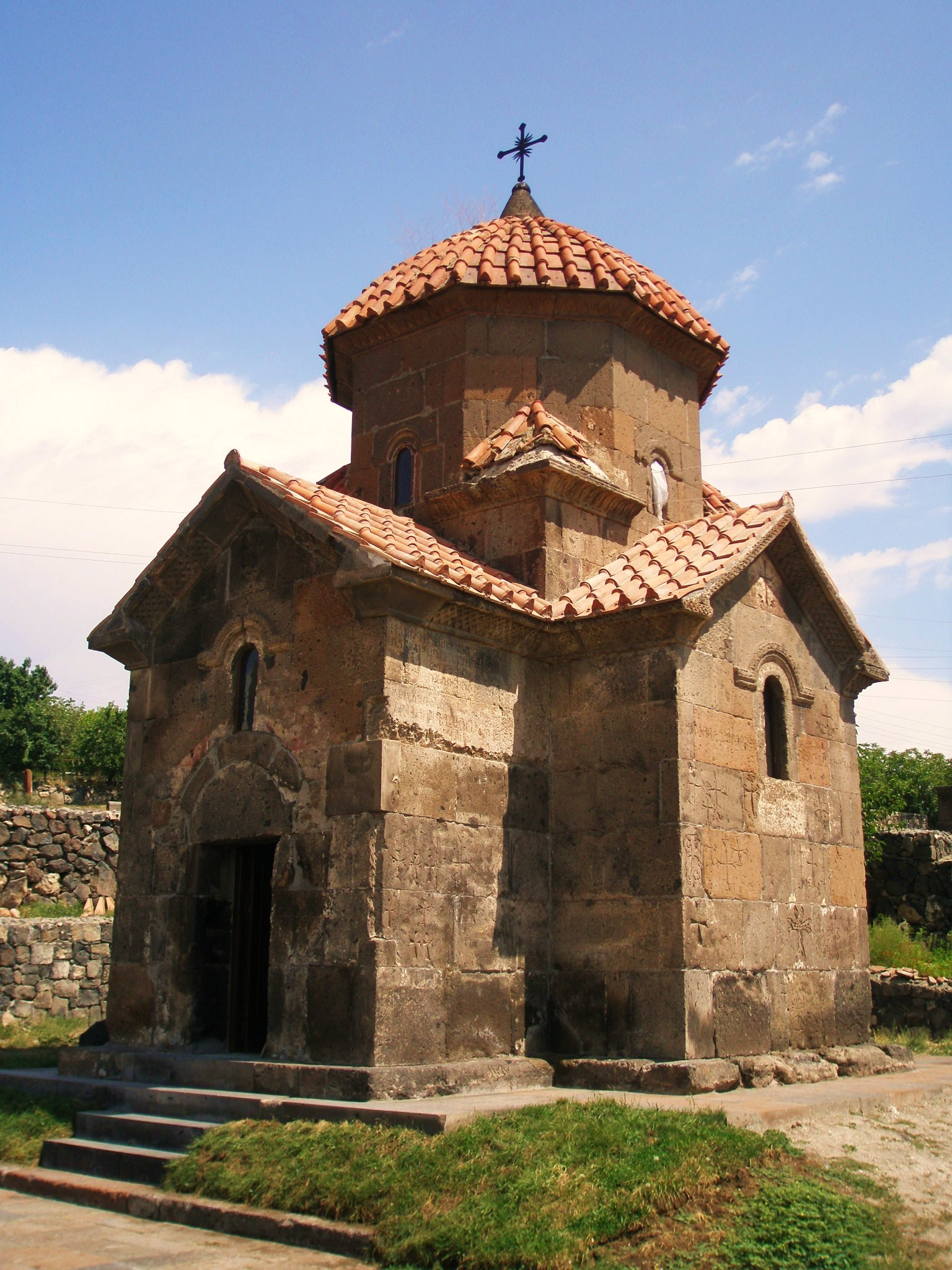
Karmrawor von Südwesten

Die Muttergotteskapelle (Surb Astvatsatsin), im Volksmund Karmrawor („die Rote“) genannt, ist die zweitälteste Kirche der Stadt aus der zweiten Hälfte des 7. Jahrhunderts. Ihr Beiname wird außer mit der Legende auch auf die im Mörtelbett verlegten roten Dachziegel bezogen, die vom ursprünglichen Bau stammen sollen. Sie liegt rund 200 Meter nordwestlich Tsiranawor und gehört zu einem Typus kleiner Kreuzkuppelkirchen, die für das 7. Jahrhundert charakteristisch sind. Am Beginn ihrer Entwicklung standen kleine Tetrakonchen mit vier von einem Zentrum kreuzförmig ausgehenden halbrunden Konchen, die rechteckig ummantelt sind und außen als freies Kreuz erscheinen. Die vier Innenecken der Wände sind untereinander durch Gurtbögen verbunden, die einen Tambour mit Kuppel tragen. Deren Abschluss bildet ein Pyramiden- oder Kegeldach. Hierzu gehören die Zionskirche (Mankanoz) in Oschakan sowie Hogevank nahe Sarnaghbyur. Dieselbe äußere Form, jedoch mit drei halbrunden Konchen und einem innen rechteckig ausgebildeten Westarm besitzen die Muttergotteskirche von Talin und die Ananiuskirche von Alaman (637 datiert). Die dritte Möglichkeit des inneren Wandabschlusses stellen die Monokonchen mit einer halbrunden Altarapsis im Osten und drei rechteckigen Seitenarmen in den anderen Himmelsrichtungen dar. Die am besten erhaltenen freien Monokonchen des 7. Jahrhunderts sind neben Karmrawor die Kirche Lmbatavank bei Artik und die Sankt-Sergius-Kirche von Bjni nahe Hrasdan. Die meisten Gebäude dieses Typus sind wie Karmrawor undatiert und können nur durch Stilvergleiche zeitlich eingeordnet werden.

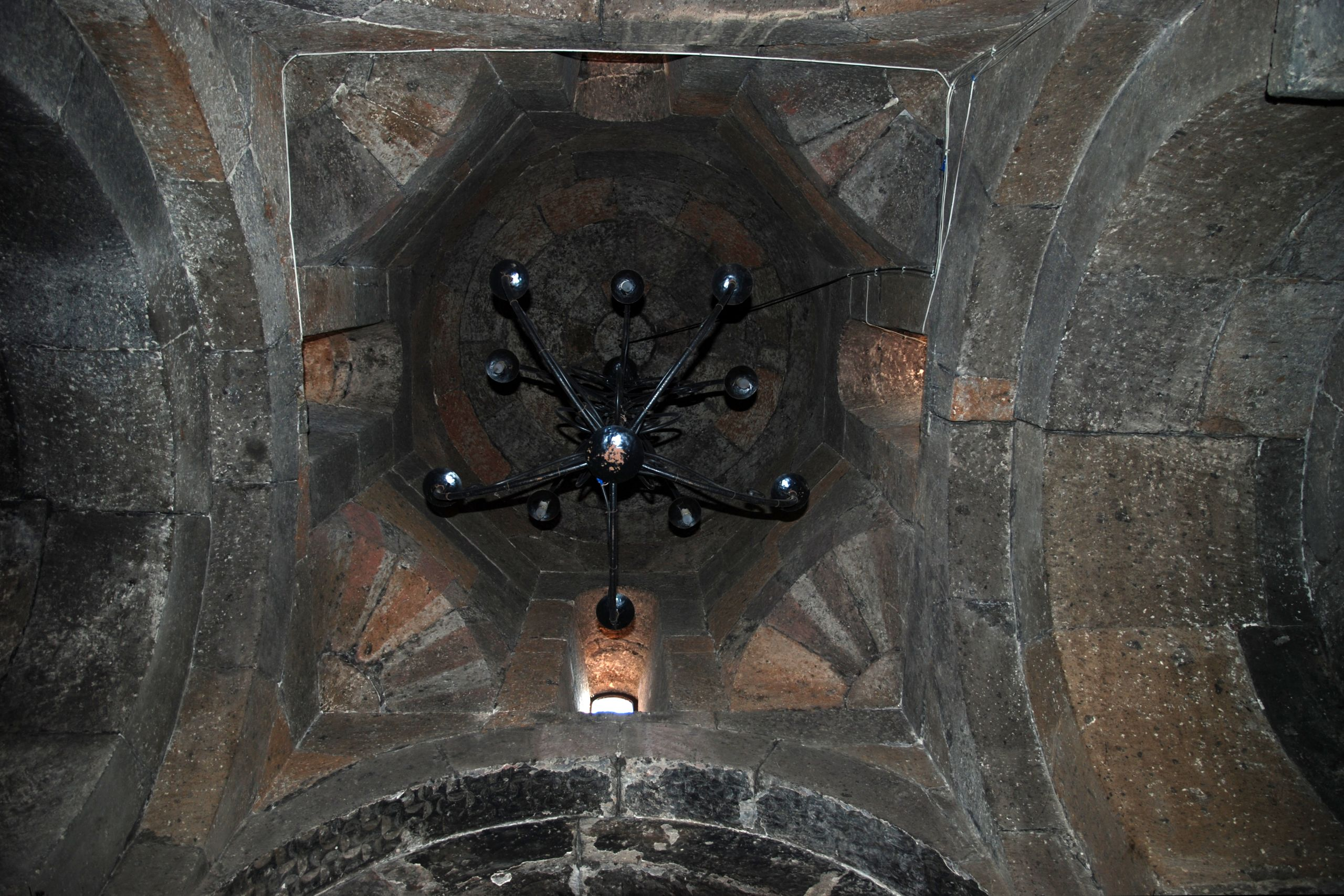
Karmrawor. Übergang vom quadratischen Deckenfeld mittels Trompen zum Tambour

Die Außenmaße der Muttergotteskapelle betragen etwa 6 × 7,5 Meter. Der Übergang vom Grundquadrat der Gurtbögen zum innen und außen oktogonalen Tambour erfolgt durch vier Trompen in den Ecken. Oberhalb leiten acht kleinere Trompen, die aus einem einzigen Mauerstein bestehen, zum Kuppelkreis über. Der Innenraum wird durch ein Rundbogenfenster in der Ost- und Südseite sowie kleinere Fensterschlitze in den Hauptachsen der Tambourwände schwach erhellt. Die Innenwände sind schmucklos. Ein Vorhang an der Altarapsis zeigt, dass die Kapelle für Gottesdienste benutzt wird.
Der einzige Eingang befindet sich an der Westseite. Der Schmuck an den Außenwänden beschränkt sich auf hufeisenförmige Friese über den Fenstern, die mit Flechtbändern, Zickzackmustern und verschlungenen Blättern reliefiert sind. Das Gesims ist mit einem Korbflechtmuster verziert, der äußere Abschluss mit einer doppelten geflochtenen Wellenlinie. Eingeritzte Kreuze (Pilgerkreuze) an den Außenwänden wurden als fromme Tat in Auftrag gegeben. In einer undatierten einzeiligen Bauinschrift, die an der Südseite beginnt und sich bis zur Nordseite hinzieht, werden ein Stifter namens Dawit sowie die Priester Gregor und Manas genannt. An den Wänden von Tsiranawor und Karmrawor waren Malereireste aus dem 7. Jahrhundert erkennbar.
Karmrawor wurde wie die meisten kleinen Kreuzkuppelkirchen als Grabkirche errichtet und ist von einem alten Friedhof umgeben. Die Umfassungsmauer stammt nach einer Inschrift aus dem Jahr 1254. Ein Vorbau an der Westseite aus dem 19. Jahrhundert wurde bei der Restaurierung 1960 abgerissen.
Auf dem Friedhof nördlich der Kapelle stehen mehrere Chatschkare aus dem 13., 14. und dem 17. Jahrhundert. Darunter befindet sich ein 1184 datierter Stein mit einem von Blumenranken umgebenen Kreuz und ein besonders fein reliefierter Chatschkar des „Heiligen Zeichens“, auch cak k’ar („durchlöcherter Stein“), von 1268 mit einem hervortretenden Kreuz und einer rechteckigen Vertiefung im Sockel.

### Marianenkirche

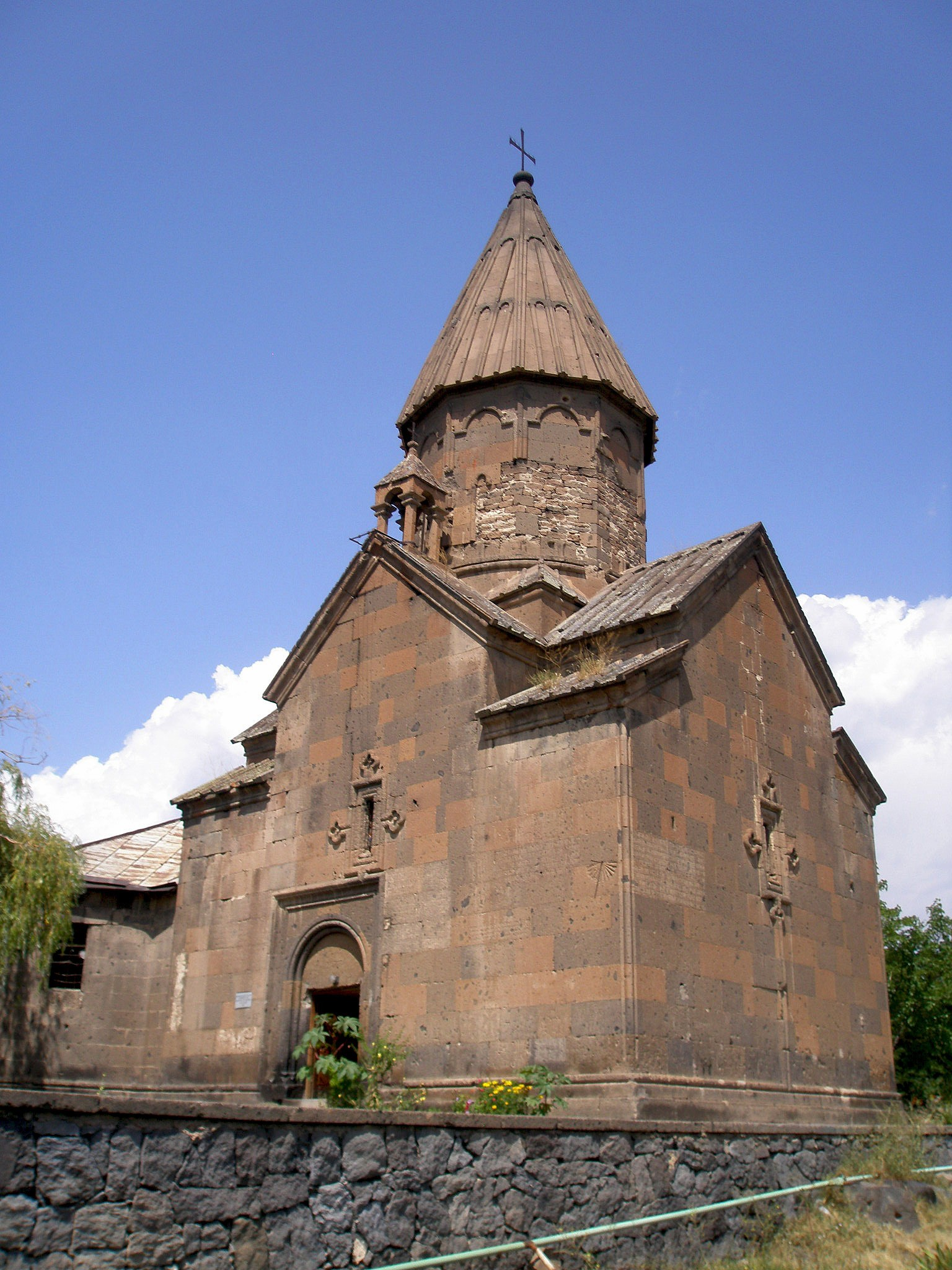
Marianenkirche von Südosten

Die 1281 datierte Sankt-Marian-Kirche (Surb Mariane) liegt abseits der beiden Kirchen im Nordwesten des Zentrums nahe der Proschian-Straße. Vom Hof der Muttergotteskapelle ist ihr schlanker Tambour mit dem hohen Pyramidendach zu sehen, der zwischen Wohnhäusern und Bäumen herausragt. Die Jahresangabe ergibt sich aus einer Inschrift, die sich auf eine Stiftung bezieht. Die in einem gepflegten Park gelegene Kirche gehörte zu einem Kloster, was sich unter anderem aus einer Inschrift von 1317 ergibt, in welcher der Bau eines Gästehauses und die Restaurierung der Umfassungsmauer erwähnt wird.
Die Marianenkirche ist wie Karmrawor eine Kreuzkuppelkirche mit Monokonchos, jedoch ergänzt durch in den äußeren Ecken angebaute Nebenräume, wodurch sich ein vollständig ummantelter Bau mit rechteckigen Außenwänden ergibt. Dieser Grundrisstyp, dessen naheliegendste Entwicklungslinie von den freien Kreuzarmen der Karmrawor-Kirche ausgeht, erlaubt eine vielfältige Gestaltung der Nebenräume. Bei den annähernd quadratischen Zentralbauten mit vier Nebenräumen wird zwischen solchen mit selbständigen Eckräumen, die nur über einen Durchgang mit den Seitenarmen verbunden sind (erstmals bei der Kirche in K’arkop’ivank’ von 911, Provinz Sjunik, verwirklicht) und solchen mit offenen Eckräumen an der Westseite unterschieden. Zu letzteren gehört die Marianenkirche.
Ihre äußeren Abmessungen betragen 11,45 × 8,88 Meter. Die hufeisenförmige Apsis ist von schmalen zweigeschossigen Nebenräumen umgeben, die mit den ähnlich schmalen nördlichen und südlichen Kreuzarmen verbunden sind. Der Kreuzarm im Westen ist immer noch querrechteckig, jedoch deutlich länger. Die westlichen Eckräume sind zu breiten Nischen geworden, die durch Trennwände abgegrenzt werden. Die in den Raum ragenden Trennwände fungieren als Wandvorlagen, auf denen zusammen mit den Wandecken der Apsis die zentralen Gurtbögen der Tambour-Unterkonstruktion ruhen. Eine geringe Veränderung im Grundriss – der Verzicht auf die Trennwände – führt zu den ummantelten Kreuzkuppelkirchen mit zwei freistehenden Pfeilern im Westen, deren bekanntestes Beispiel in Armenien die 1321 datierte Areni-Kirche ist. Der Übergang von der Vierung zum innen kreisrunden, außen zwölfeckigen Tambour erfolgt durch Pendentifs. Der schlanke Tambour und das steile Pyramidendach mit seinen vertikalen Rippen verleihen dem Gebäude eine in die Höhe strebende Tendenz, die typisch für die Zeit nach der Invasion der Mongolen in der ersten Hälfte des 13. Jahrhunderts ist.
Die Kirche besitzt einen Eingang im Westen und einen im Süden. Letzterer ist ungewöhnlicherweise  aus der Kuppelachse und damit auch gegenüber dem darüber befindlichen, mittig an der Giebelwand ausgerichteten Fenster nach Westen verschoben. Die Wandfelder des Tambours sind von Wulstbändern eingefasst, die einen hufeisenförmigen oberen Abschluss bilden. Ebensolche Rundprofile, die seitlich durch Kreuze in der Art eines Vierpass erweitert sind, umrahmen die Fenster. Am Ostfenster führt ein nach unten verlängertes Profil bis zur Sockelkante. Dieses Motiv war im 13. Jahrhundert weit verbreitet und kommt auch in der georgischen Sakralarchitektur vor.
1838 wurde auf den First über dem südlichen Haupteingang eine kleine Laterne aus vier Pfeilern gesetzt, die keine Glocke enthält. Ein großer langgestreckter Anbau vor der Westseite vom Anfang des 20. Jahrhunderts besteht aus gemauerten Außenwänden und einem von zwei Holzpfostenreihen getragenen provisorischen Satteldach. Er steht ungenutzt leer, während die Kirche für Gottesdienste eingerichtet ist. 1977 wurde der Park um die Kirche angelegt.

### Spitakawor

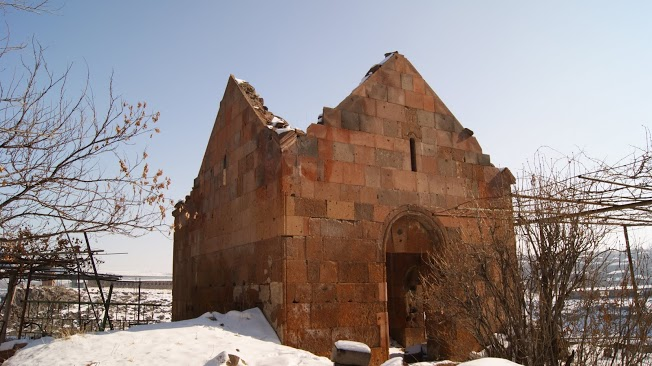
Spitakawor von Nordwesten

Unmittelbar am Rand der Schlucht nahe Tsiranawor steht die Ruine der Spitakawor-Kirche („die Weiße“), die nichts mit dem ehemaligen Kloster Spitakavor im Süden des Landes zu tun hat. Von der nur grob dem 13. oder 14. Jahrhundert zuzuordnenden Kirche sind vier, einen annähernd quadratischen Grundriss von 4,61 × 4,85 Metern bildende Giebelwände erhalten. Sie umschlossen vermutlich einen kreuzförmigen Grundplan, über dem sich ein zentraler Tambour mit Kuppel erhob.
Ein Vorgängerbau in Gestalt einer kleinen Hallenkirche soll Anfang des 4. Jahrhunderts an der Stelle errichtet worden sein. Der Stufensockel könnte noch älter sein und auf vorchristliche Zeit zurückgehen. Die Quader aus rötlichem Tuff sind sorgfältig gefügt, jedoch ohne Dekor. Die beiden Eingänge befinden sich in der West- und  Südwand.

## Sport
Für die Stadt tritt der fünfmalige armenische Fußball-Pokalsieger MIKA Aschtarak an, der seine Heimspiele in einem Stadion in Jerewan austrägt.

## Söhne und Töchter der Stadt
- Norair Sissakjan (1907–1966), armenisch-sowjetischer Biochemiker, Astrobiologe und Hochschullehrer